# Thierno Niang
Pour les articles homonymes, voir Niang.
Thierno Niang, né le 8 mars 1990, à Dakar, au Sénégal, est un joueur sénégalais de basket-ball. Il évolue au poste d'arrière. 
Ne à pikine le 8 mars 1990Thierno Ibrahima Niang a commencé le basket au pikine basket club(PBC). Il intègre le Seed Academy de Thiès plus tard et fut pensionnaire de gorgui sy dieng et youssoufa Ndoye.mvp de basketball without bordera africa en 2008 il poursuit sa carrière au usa en tritton collège. après une passage en Espagne il revient au Sénégal en jouant pour la douane et le dakar université club. Thierno est l'actuel roi du basket Sénégalais (meilleur joueur du Sénégal 2020 /2021)

## Palmarès
- 3e du championnat d'Afrique 2017